# Brachyglossina culoti
Brachyglossina culoti là một loài bướm đêm trong họ Geometridae.